# Az alkotmányos rend erőszakos megváltoztatása
Az alkotmányos rend erőszakos megváltoztatása az állam elleni bűncselekmények csoportjába tartozó bűncselekmény, amelynek jogi tárgya az állam alkotmányos rendjének megtartásához fűződő társadalmi érdek, ahol alkotmányos rend alatt az alkotmányos társadalmi viszonyokat értjük. A köznyelv a hatalom erőszakos megváltoztatására irányuló cselekményt puccsnak, államcsínynek nevezi.

## Magyar szabályozás
254. § (1) Aki olyan cselekményt követ el, amely közvetlenül arra irányul, hogy Magyarország alkotmányos rendjét erőszakkal vagy ezzel fenyegetve megváltoztassa, bűntett miatt öt évtől húsz évig terjedő vagy életfogytig tartó szabadságvesztéssel büntetendő.
(2) Aki az alkotmányos rend erőszakos megváltoztatására irányuló előkészületet követ el, egy évtől öt évig terjedő szabadságvesztéssel büntetendő.
(3) Nem büntethető az alkotmányos rend erőszakos megváltoztatása miatt, akinek önkéntes elállása következtében a bűncselekmény folytatása elmarad, vagy aki annak folytatását önként megakadályozza.

### Alaptörvény
Az Alaptörvény szerint Magyarország független, demokratikus jogállam. A jogállam működése a népfelség elvén, többpárti demokrácián és a hatalmi ágak megosztásán alapul. A közhatalom forrása a nép, amely a népszuverenitást választott képviselői útján, valamint közvetlenül gyakorolja. Az Alaptörvény tiltja a hatalom erőszakos megszerzésére és kizárólagos birtoklására irányuló magatartásokat, mivel a demokratikus hatalomgyakorlás összeegyeztethetetlen az erőszakos egyeduralmi törekvésekkel. 
Senkinek a tevékenysége sem irányulhat a hatalom erőszakos megszerzésére vagy gyakorlására, illetőleg kizárólagos birtoklására. Az ilyen törekvésekkel szemben törvényes úton mindenki jogosult és egyben köteles fellépni. Az Alaptörvény ezen rendelkezése az alkotmányos alapja a hatalom erőszakos megváltoztatására irányuló cselekmények büntetendővé nyilvánításának. 

### Elkövetési magatartás
A bűncselekmény elkövetési magatartást nem határoz meg, bármely cselekmény tényállásszerű, ami közvetlenül arra irányul, hogy Magyarország alkotmányos rendjét erőszakkal vagy ezzel fenyegetve megváltoztassa. A törvényi tényállás nyitott törvényi tényállás. 

### Egyéb
A törvény bünteti a bűncselekmény előkészületét is. A bűncselekmény csak egyenes szándékkal valósulhat meg. A törvény tartalmaz büntethetőséget megszüntető okot is: nem büntethető az elkövető, ha önkéntes elállása folytán a bűncselekmény folytatása elmarad vagy annak folytatását önként megakadályozza.

## Külső hivatkozások
- Nemzeti Jogszabálytár